# Mizérieux
Mizérieux là một xã trong tỉnh Loire miền trung nước Pháp.